# Lithothamnion corallioides
Espèce
Synonymes
- Lithophyllum solutum (Foslie) Me.Lemoine, 1915[2]
- Lithothamnion calcareum f. corallioides (P.Crouan & H.Crouan) Foslie, 1905[2]
- Lithothamnion calcareum f. subvalidum (Foslie) Me.Lemoine, 1910[2]
- Lithothamnion corallioides f. compressum Heydrich, 1901[2]
- Lithothamnion corallioides f. globosum Cabioch, 1966[2]
- Lithothamnion corallioides f. minuta Foslie, 1899[2]
- Lithothamnion corallioides f. minutum Foslie, 1899[2]
- Lithothamnion corallioides f. subvalidum Foslie, 1899[2]
- Lithothamnion corallioides var. minimum Cabioch, 1966[2]
- Lithothamnion coralloides[2]
- Lithothamnion fruticulosum f. soluta Foslie, 1905[2]
- Lithothamnion fruticulosum f. solutum Foslie, 1905[2]
- Lithothamnion rubrum f. corallioides (P.Crouan & H.Crouan) Heydrich, 1911[2]
- Lithothamnion rubrum f. crassum (Heydrich) Heydrich, 1911[2]
- Lithothamnion rubrum f. minutum (Foslie) Heydrich, 1911[2]
- Lithothamnion solutum f. effusa Foslie, 1906[2]
- Lithothamnion solutum (Foslie) Foslie, 1908[2]
- Mesophyllum corallioides (P.L.Crouan & H.M.Crouan) Me.Lemoine[2]
- Paraspora fruticulosa f. soluta (Foslie) Heydrich, 1908[2]
- Spongites corallioides P.Crouan & H.Crouan, 1852[2]

Lithothamnion corallioides est une espèce d’algues de la famille des Lithothamniaceae.

## Liste des formes
Selon World Register of Marine Species (31 mars 2021) :
- forme Lithothamnion corallioides f. crassum Heydrich, 1901
- forme Lithothamnion corallioides f. flabelligerum Foslie, 1895